# محوطه مه جویی
محوطه مه جویی در شهرستان خرم‌آباد، بخش پاپی، دهستان کشور، ۴۵۰ متری جنوب شرق روستای پاریاب سید محمد واقع شده و این اثر در تاریخ ۲۸ اسفند ۱۳۸۵ با شمارهٔ ثبت ۱۸۶۳۵ به‌عنوان یکی از آثار ملی ایران به ثبت رسیده است.